# توم زيمر
توم زيمر (بالإنجليزية: Tom Zimmer)‏ هو مدرب رياضي أمريكي، ولد في 30 يونيو 1952.

## روابط خارجية
- توم زيمر على موقعبيزبول رفرنس.كوم (الدوري الثانوي) (الإنجليزية)